# واکنش میکائلیس–بکر
واکنش میکائلیس–بکر (به انگلیسی: Michaelis–Becker reaction) عبارت است از واکنش یک هیدروژن فسفونات با یک باز و به دنبال آن یک جانشینی هسته‌دوستی فسفر بر روی یک هالوآلکان برای ایجاد یک آلکیل فسفونات. بازده این واکنش اغلب کمتر از واکنش میکائلیس–آربوزوف مربوطه است.

## جهت مطالعه
- Savignac, Philippe; Iorga, Bogdan (2003). Modern phosphonate chemistry. CRC Press. ISBN 978-0-8493-1099-7.